# Felipe Olivares
Felipe Olivares (5 de febrer de 1910 - ?) fou un futbolista mexicà.

## Selecció de Mèxic
Va formar part de l'equip mexicà a la Copa del Món de 1930.